# Ciclovia "Riviera dei Fiori"
La Ciclovia "Riviera dei Fiori", è un percorso ciclo-pedonale, il cui primo tratto è stato costruito in provincia di Imperia. Si estende fra i comuni di Imperia, Sanremo e Ospedaletti, è lungo circa 32 km ed è caratterizzato da un percorso facile, pianeggiante e affacciato sul mare.
È stata realizzata riqualificando il tracciato costiero della vecchia ferrovia a binario unico Genova-Ventimiglia, dismessa nel 2001 e spostata a monte, nella tratta, infatti, tra Ospedaletti e San Lorenzo al Mare. L'opera è gestita, per 24 km, dalla società Amaie Energia e Servizi Srl e si inserisce nel progetto, più ampio, della Ciclovia Tirrenica (che in futuro dovrebbe unire Ventimiglia con Civitavecchia).
Nel 2025, gli viene conferito l'Italian Green Road Award, l'oscar Italiano del Cicloturismo, ideato nel 2015 dal magazine web di turismo sostenibile Viagginbici.com per promuovere le ‘vie verdi’ italiane che si distinguono per l’attenzione dedicata al turismo lento e che sanno valorizzare i percorsi ciclabili completandoli con servizi idonei allo sviluppo del turismo slow.

## Ideazione e realizzazione
L'idea di realizzare una pista ciclopedonale sul sedime abbandonato della ferrovia Genova-Ventimiglia nacque nel 1998, ovvero quando erano in corso i lavori per lo spostamento a monte della linea tra le stazioni di Taggia-Arma e Sanremo.
I primi tratti furono completati nel 2008, mentre la ciclabile da Sanremo a San Lorenzo venne ufficialmente inaugurata nella tarda primavera nel 2009 nonostante fosse interrotta all'altezza della vecchia stazione di Arma di Taggia, dove è tuttora in corso la costruzione di un parcheggio sotterraneo. Venne soprannominata "Ciclovia dei Fiori" per la vicinanza al Comune di San Remo e alle coste limitrofi, sebbene nel tempo sia stata allungata in entrambe le direzioni comprendendo diversi comuni della Riviera di Ponente. Infine, con il completamento nell'aprile 2025, si decise di nominarla "Ciclovia "Riviera dei Fiori" ".
Il tratto tra la villa Helios di Sanremo e Ospedaletti, che portò l'estensione della pista a 24 km (previsti dal progetto iniziale), venne aperto il 22 marzo 2014 in occasione della 105ª Milano-Sanremo, mentre il 9 maggio 2015 la pista ha ospitato la partenza della prima tappa del Giro d'Italia 2015.
A seguito della soppressione della ferrovia costiera a semplice binario anche tra San Lorenzo al Mare e Andora avvenuta l'11 dicembre 2016, la Regione Liguria ha approvato uno schema di intesa al fine di estendere la pista ciclabile fino ad Andora, nel savonese.
Il 2 luglio 2022 venne aperto il primo tratto a ponente della ciclabile di Imperia, che da Borgo Prino raggiunse la vecchia stazione di San Lorenzo Cipressa, che fino a quel momento costituiva l'inizio della Ciclovia dei Fiori. I lavori per raccordare le due piste sono terminati nella primavera successiva, portando a 28 i chilometri percorribili fra Imperia e Ospedaletti.
L'8 luglio 2023 è stato inaugurato un altro tratto nel levante Imperiese, lungo 2,5 km, che collega il rione Borgo San Moro alla spiaggia della Galeazza, passando per la dismessa stazione di Imperia-Oneglia, sfruttandone il sedime e le gallerie ferroviarie fino alla passeggiata a mare incompiuta verso Diano Marina (di cui è previsto il recupero).
Il 27 luglio 2024 è stato inaugurato un terzo tratto, questa volta verso il ponente Imperiese, con una lunghezza di 700 metri, e collega la rotonda situata nel rione Borgo San Moro al Lungomare Vespucci, all'altezza del parco urbano. L'unificazione con il resto della ciclovia è avvenuta il 12 aprile 2025 grazie al raccordo, fra Borgo Prino e l'ex stazione di Imperia-Porto Maurizio.
Attualmente hanno ottenuto i finanziamenti e sono in corso i lavori per la prosecuzione della Ciclabile prima a Diano Marina (attraverso il passaggio sull'incompiuta) ed in seguito a San Bartolomeo al mare, Cervo, fino alla nuova stazione di Andora; presso quest'ultima sono stati realizzati i primi 200 m di pista nel 2020. A quel punto la ciclabile sarà lunga 45 km, risultando fra le più estese d'Europa.